# Парламентские выборы в Индии (2024)
Парламентские выборы 2024 года в Индии были проведены в семь этапов с 19 апреля по 1 июня. Подсчёт голосов состоялся 4 июня, и в тот же день были объявлены результаты для формирования 18-го созыва Лок сабхи.

## Явка
Около 968 миллионов граждан Индии имели право голосовать на одном из семи этапов в зависимости от региона. На выборах 2024 года явка составила более 70 процентов — самый высокий показатель за всю историю парламентских выборов в Индии. На этих выборах был достигнут самый высокий уровень участия женщин в выборах в Индии.
Парламентские выборы в Индии 2024 года являются одними из крупнейших выборов в истории, превзойдя предыдущие выборы, и продолжаясь 44 дня, уступив только парламентским выборам 1951—1952 годов.

## Результаты
Подсчёт голосов был проведён 4 июня 2024 года. Согласно результатам, опубликованным Избирательной комиссией Индии, Бхаратия джаната парти набрала 44,20 %, Индийский национальный конгресс — 18,24 %, Самаджвади парти — 6,82 %, Всеиндийский Тринамул конгресс — 5,35 %, Дравида муннетра кажагам — 4,06 %, Телугу Десам — 2,21 %, Джаната дал (объединённая) — 2,95 %, Шив сена (Уддхав Баласахеб Такерай) — 1,66 %, Националистический конгресс парти — Шарадчандра Павар — 1,48 %, Шив сена — 1,29 %, другие — 11,74 %.